# Lozańska szkoła w ekonomii
Lozańska szkoła w ekonomii – nurt myśli w ekonomii neoklasycznej, zwany także szkołą równowagi ogólnej lub szkołą matematyczną, powstała w latach 70. XIX wieku na gruncie prac Leona Walrasa i Vilfredo Pareto. Nazwę zawdzięcza Uniwersytetowi w Lozannie, gdzie obaj byli profesorami.
Głównym cechą ekonomistów lozańskich był ich wkład w teoretyczne podstawy równowagi ogólnej.
Wybitnym ekonomistą szkoły lozańskiej był także Polak – Leon Winiarski, uczeń prof. Pareto, a potem profesor na Uniwersytecie Genewskim.